# Cerveza La Diosa Tropical
La Diosa Tropical fue una marca de cerveza elaborada por Isenbeck destinado para el consumo del público aficionado a la bailanta y la cumbia. 
Fue lanzada a fines del año 1999 En el programa bailantero Siempre Sábado (Que luego pasa a llamarse Pasión de Sábado) Donde era fuertemente publicitada. las imágenes de la marca fueron Marixa Balli y Mónica Ayos, después de una campaña de incógnito que duró más de tres meses.
Destinada a un público de nivel económico bajo, salió a la venta con un coste de 75 centavos de peso  el litro, uno de los más baratos del mercado de entonces.